# Majer Szapira
Majer Jehuda Szapira (hebr. ‏מאיר יהודה שפירא‎, ur. 3 marca 1887 w Suczawie, zm. 27 października 1933 w Lublinie) – rabin i rosz jesziwa, w latach 1922–1927 pierwszy ortodoksyjny poseł żydowski na Sejm II Rzeczypospolitej (I kadencji). Twórca szkoły nauczania Talmudu Daf Jomi.

## Życiorys
Urodził się jako syn Jakóba Samsona i Marguli z domu Schorr (z obu stron rodziców pochodzili sławni rabini). Nazwisko Szapira przyjął jeden z przodków ocalałych z zagłady Żydów w Spirze podczas wypraw krzyżowych. Pradziadem Majera był Pinkas Szapira z Korca.
Od wczesnych lat młodości, był zauważony jako przywódca ruchu chasydzkiego oraz wyśmienity mówca. Początkowo uczył się w Suczawie, następnie w Monasterzyskach (już w wieku dziecięcym i nastoletnim publikował w zakresie nauk judaistycznych oraz miał odczyty w synagodze). Smichę uzyskał w wieku 15 lat. W 1911 roku, w wieku 24 lat został wyznaczony na rabina w miejscowości Gliniany. 
Był założycielem jesziw w Sanoku (gdzie został rabinem w 1921 roku) i Piotrkowie Trybunalskim (od 1924 roku). Był również rabinem w Lublinie, gdzie założył rabinacko-talmudystyczną Jeszywas Chachmej Lublin (Lubelską Szkołę Mędrców). 
Od 1912 roku był stronnikiem Agudat Israel, od 1922 roku był przewodniczącym tej partii na wschodnią Małopolskę, a później jej prezesem. Pozostając przypisany do Sanoka, kandydował w wyborach do Sejmu RP (początkowo anonsowany jako kandydat w okręgu nr 19 Radom, Końskie, Opoczno i w okręgu nr 12 Błonie / Grodzisk, Skierniewice, Rawa, Grójec, ostatecznie zgłoszony w okręgu Warszawa miasto) i uzyskał mandat posła na Sejm I kadencji (1922–1927). W 1923 roku został członkiem Centralnego Komitetu Wykonawczego wszechświatowej Agudy. We wrześniu 1924 roku informowano w prasie, że Szapira ustnie zakazał swoim współwyznawcom korzystania z porad lekarzy i adwokatów chrześcijańskich. 
W 1926 roku został członkiem prezydium Związku Rabinów w Polsce. W Piotrkowie wydawał tygodnik „Unser Leben”. Pod koniec życia był rabinem w Łodzi i Piotrkowie Trybunalskim (1924–1933). Zmarł tuż przed planowanym wyjazdem do Izraela w 1933 roku. Pierwotnie został pochowany w Lublinie. W 1958 roku prochy Majera Szapiry spoczęły na cmentarzu w Jerozolimie. Jego prace i publikacje przyniosły mu sławę na całym świecie.

## Publikacje
- Imrej Daat (Słowo wiedzy, 1910)
- Ohr HaMeir (Światło jasności, 1926)
- Halacha
- Aggada